# Dick's Picks Volume 11
Dick's Picks Volume 11 je jedenácté pokračování série koncertních alb skupiny Grateful Dead Dick's Picks. Jedná se o trojalbum, vydané 9. června 1998 a nahrané 27. září 1972 v Stanley Theater v Jersey City.

## Seznam skladeb
| Disk 1 | Disk 1                   | Disk 1                 | Disk 1 |
| Pořadí | Název                    | Autor                  | Délka  |
| ------ | ------------------------ | ---------------------- | ------ |
| 1.     | Morning Dew              | Dobson, Rose           | 12:38  |
| 2.     | Beat It on Down the Line | Fuller                 | 3:34   |
| 3.     | Friend of the Devil      | Garcia, Dawson, Hunter | 4:06   |
| 4.     | Black-Throated Wind      | Barlow, Weir           | 6:52   |
| 5.     | Tennessee Jed            | Garcia, Hunter         | 8:08   |
| 6.     | Mexicali Blues           | Barlow, Weir           | 3:39   |
| 7.     | Bird Song                | Garcia, Hunter         | 11:46  |
| 8.     | Big River                | Cash                   | 4:51   |
| 9.     | Brokedown Palace         | Garcia, Hunter         | 5:59   |
| 10.    | El Paso                  | Robbins                | 4:42   |

| Disk 2 | Disk 2                   | Disk 2             | Disk 2 |
| Pořadí | Název                    | Autor              | Délka  |
| ------ | ------------------------ | ------------------ | ------ |
| 1.     | China Cat Sunflower      | Garcia, Hunter     | 7:25   |
| 2.     | I Know You Rider         | traditional        | 5:26   |
| 3.     | Playing in the Band      | Hart, Hunter, Weir | 16:14  |
| 4.     | He's Gone                | Garcia, Hunter     | 13:30  |
| 5.     | Me & My Uncle            | Phillips           | 3:38   |
| 6.     | Deal                     | Garcia, Hunter     | 4:51   |
| 7.     | Greatest Story Ever Told | Hart, Hunter, Weir | 5:29   |
| 8.     | Ramble on Rose           | Garcia, Hunter     | 6:28   |

| Disk 3         | Disk 3            | Disk 3               | Disk 3 |
| Pořadí         | Název             | Autor                | Délka  |
| -------------- | ----------------- | -------------------- | ------ |
| 1.             | Dark Star         | Grateful Dead        | 30:49  |
| 2.             | Cumberland Blues  | Garcia, Hunter, Lesh | 6:55   |
| 3.             | Attics of My Life | Garcia, Hunter       | 5:11   |
| 4.             | Promised Land     | Berry                | 3:04   |
| 5.             | Uncle John's Band | Garcia, Hunter       | 8:43   |
| 6.             | Casey Jones       | Garcia, Hunter       | 7:29   |
| 7.             | Around and Around | Berry                | 5:18   |
| Celková délka: | Celková délka:    | Celková délka:       | 183:22 |

## Sestava
- Jerry Garcia – sólová kytara, zpěv
- Bob Weir – rytmická kytara, zpěv
- Phil Lesh – basová kytara, zpěv
- Donna Jean Godchaux – zpěv
- Keith Godchaux – klávesy
- Bill Kreutzmann – bicí, perkuse